# Maple Leaf (Nowy Jork–Toronto)

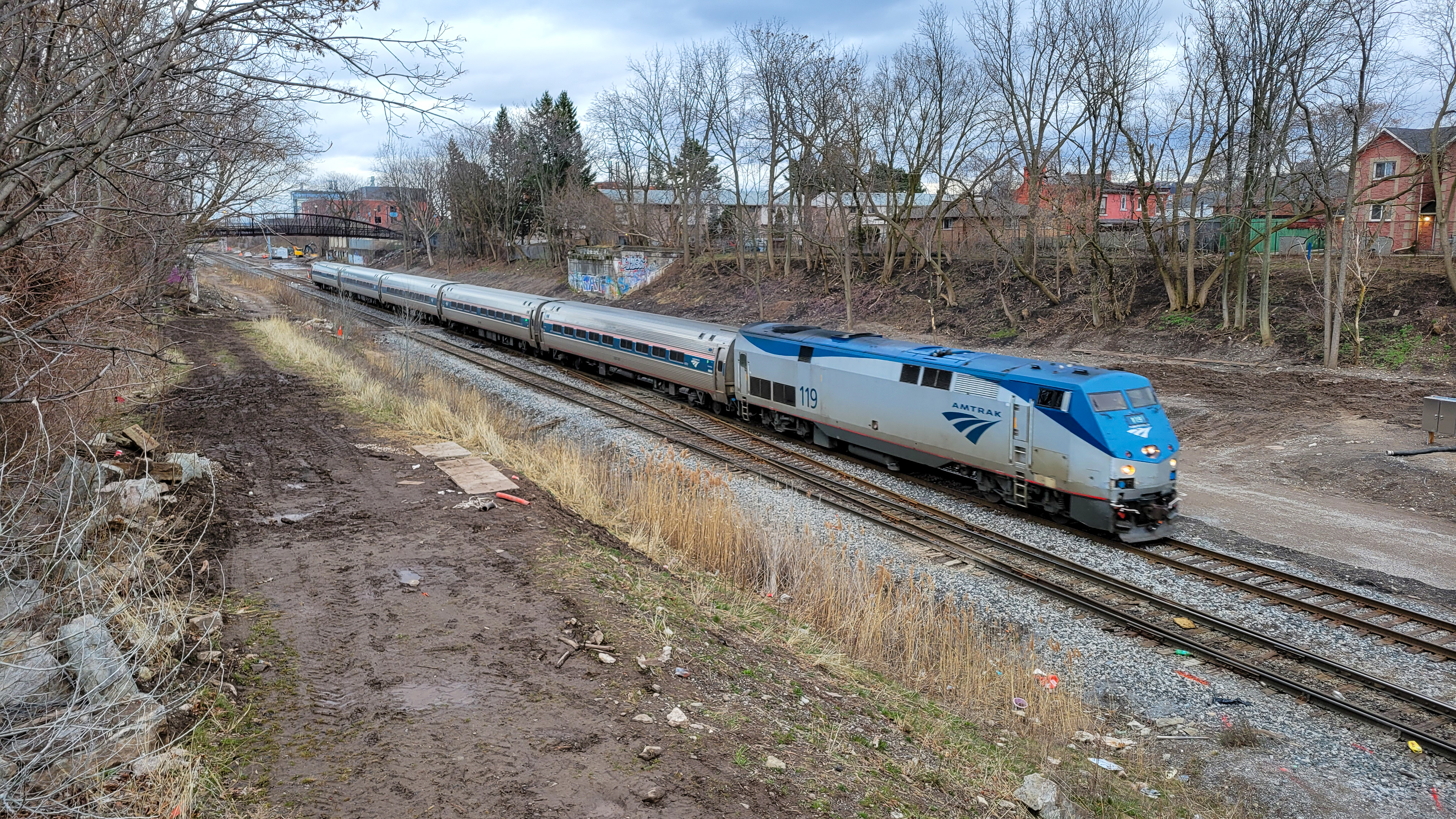
Pociąg Maple Leaf w Hamilton

Mapa przedstawiająca przebieg linii kolejowej

Maple Leaf – pasażerskie połączenie kolejowe między Nowym Jorkiem a Toronto, obsługiwane wspólnie przez państwowych przewoźników z USA i Kanady: Amtrak i VIA Rail. Linia ma 875 km długości, a rozkładowy czas przejazdu wynosi 12,5 godziny, z czego około dwóch godzin zarezerwowane jest na odprawę graniczną. Pociąg jest w całości złożony z taboru należącego do Amtraku. Na granicy następuje wymiana całej załogi na kanadyjską, jednak (w przeciwieństwie do dużej części połączeń międzynarodowych w Europie) lokomotywa nie jest wymieniana. Pociąg kursuje w ciągu dnia, dlatego składa się wyłącznie z wagonów z miejscami do siedzenia o różnym standardzie, nie ma natomiast wagonów sypialnych. Codziennie odjeżdża jeden skład w każdą stronę. 

## Stacje

### Stany Zjednoczone
Wszystkie stacje w USA znajdują się na terenie stanu Nowy Jork.
- Nowy Jork
- Yonkers
- Croton-on-Hudson
- Poughkeepsie
- Rhinecliff
- Hudson
- Rensselaer
- Schenectady
- Amsterdam
- Utica
- Rome
- Syracuse
- Rochester
- Depew
- Buffalo
- Niagara Falls

### Kanada
Wszystkie stacje w Kanadzie znajdują się w prowincji Ontario.
- Niagara Falls
- St. Catharines
- Grimsby
- Burlington
- Oakville
- Toronto